# Basili el Jove
Basili el Jove (mort a Constantinoble, 952) fou un anacoreta de la rodalia de Constantinoble. Se'l considera un home sant i visionari romà d'Orient de procedència grega.. És objecte d'una biografia hagiogràfica grega, la Vita sancti Basilii iunioris, escrita pel seu deixeble Gregori. Encara que la Vita retrata el seu tema com a històric, encara no hi ha consens si Basili o fins i tot Gregori eren persones reals o inventades.

## Biografia
De les 301 pàgines impreses de la versió de Moscou de la Vita, 38 cobreixen la visió de la mort de la serventa de Basili Teodora i 162 cobreixen les visions de la Resurrecció dels Morts i el Judici Final. La Vita és tant una peça de literatura visionària com la vida d'un sant on l'autor esta mes preocupat per explicar altres temes relacionats que no pas la vida de la seva persona.
Al començament de la Vita, Basili viu a l'Àsia Menor com un ermità. Detingut per sospita d'espionatge, és portat a Constantinoble, on és interrogat, torturat i llançat davant d'un lleó pel paracemomen Samonas. Sense inmutar-se, ni tan sols revela el seu nom i és llençat al mar, on és rescatat pels dofins, que el porten a Hebdomon, actual Bakırköy. D'allà torna a Constantinoble, on és acollit per una parella de pobres anomenats Joan i Helena. Es diu que aquest episodi va tenir lloc el desè any del regnat conjunt de Lleó VI i l'emperador Alexandre, que seria l'any 896.
Després de la mort de Joan i Helena, Basilio es trasllada a la casa de Constantí Barbaros, successor de Samonas com a paracemomen, al barri d'Arkadianai. Allà va passar la resta de la seva vida excepte una setmana que va passar al Gran Palau de Constantinoble i un breu període que va passar com a convidat a la casa dels germans paflagònics Anastasios i Constantí Gongylios prop del port d'Eleuteri. Aquests germans, parents de Barbaros i de les turmes de Paflagònia, eren molt estimats pels governants de l'època, fet que apunta al període de la regència de l'emperadriu Zoè Carbonopsina el 914–919 per a l'estada de Basili. Els tres amfitrions de Basili, Barbaros i els Gongylioi, eren eunucs. Barbaros desapareix del registre històric després de la revolta fallida del seu parent, Lleó Focas el Vell, l'any 919.
Gregori. Va denunciar la immoralitat de la vida dels aristòcrates i de la princesa Anastàsia, la qual cosa va provocar una nova persecució. Va morir a la seva ermita a mitjan segle x, a l'edat de 110 anys. Gregori n'escrigué la vida. L'església catòlica i l'ortodoxa el van declarar sant i es commemora el 26 de març.

## Llegenda
Quan el van detenir, el van portar davant el patriarca de Constantinoble, Semó. Interrogat, l'eremita no volia identificar-se i només deia que era un pelegrí i un estranger a la seva terra. Va ésser torturat pels soldats imperials, però va ésser alliberat pels prodigis que van tenir lloc quan va començar a pregar. La llegenda diu que el patriarca Samó, davant el seu silenci, l'acusà d'impietat, a la qual cosa Basili respongué que l'impius era el mateix que l'acusava que "malbaratava la seva vida en tota classe de brutícies", acusant-lo així d'una vida poc cristiana. El patriarca, llavors, va ordenar penjar-lo cap per avall; passats tres dies, el sant continuava viu i sense cap mal. Samó, però, atribuïa el fet a la bruixeria i manà que fos llençat a les feres, però aquestes no volgueren atacar-lo i s'ajagueren als peus de l'anacoreta. El patriarca ordenà llavors que fos llençat al mar, però un cop a l'aigua, dos dofins el prengueren i el deixaren a la platja.
De nou a la ciutat, guarí un malalt d'epilèpsia, Joan, i restà a casa seva. Una multitud de gent s'hi apropà perquè els guarís o els donés consell. Basili, que tenia el do de la clarividència i va criticar els pecadors, induint a que fessin penitència. Gregori, un dels que van anar-hi, va esdevenir deixeble de Basili i va marxar amb ell a l'ermita.